# Ove Hassler (teolog)
Ove Lage Ivar Hassler, född den 25 juni 1904 i Kyrkheddinge församling, Malmöhus län, död den 12 november 1987 i Linköping, var en svensk teolog och präst. Han var bror till Carita Hassler-Göransson, Åke Hassler och Arne Hassler samt far till Ove Hassler.

## Biografi
Efter studier i Lund blev Hassler student där 1922. Han avlade teologisk-filosofisk examen 1924, teologie kandidatexamen och praktiskt teologiskt prov 1926. Hassler prästvigdes i Linköping 1929. Han avlade teologie licentiatexamen vid Lunds universitet 1931 och promoverades till teologie doktor där 1935. Hassler blev tillförordnad kyrkoherde i Vallerstad 1931, i Rogslösa och Rogslösa 1933, domkyrkosyssloman i Linköping 1940, prost 1961 och kontraktsprost 1965. Han var tillförordnad pastor primarius och domprost i Stockholm 1967–1970. Hassler var prästerskapets ombud vid flera kyrkomöten. Han blev ordförande i centralstyrelsen för Sveriges yngre prästers förbund 1944, sekreterare i styrelsen för Svenska pastoratens riksförbund 1946, ledamot i centralstyrelsen för Allmänna svenska prästföreningen 1947 och ordförande för Vadstena folkhögskola 1950. År 1954 blev Hassler generalsekreterare och verkställande ledamot i Svenska prästförbundet, vars ordförande han var 1961–1972. Han blev ledamot av Nordstjärneorden 1954 och kommendör av samma orden 1966. Hassler vilar på Västra griftegården i Linköping.